# Борглон
Борглон (на нидерландски: Borgloon) е град в Североизточна Белгия, окръг Тонгерен на провинция Лимбург. Намира се на 7 km западно от град Тонгерен. Борглон е първоначалната столица на средновековното графство Лон. Населението му е около 10 200 души (2006).